# Чистые издержки

Чистые издержки, вызванные искусственным ограничением цен. Излишек продавца всегда уменьшается, но излишек покупателя может увеличиться либо нет. Тем не менее излишек продавца всегда снижается сильнее, чем растет излишек покупателя.

Чистые издержки (потери мёртвого груза, DWL от англ. deadweight loss) представляют собой потери экономической эффективности в ситуациях, когда на рынке реализуется неоптимальный объём товара или услуги. Подобный объём может быть связан с искусственным дефицитом, вызванным монопольным ценообразованием, положительными или негативными экстерналиями (внешними эффектами), налогами или субсидиями, обязательными ограничениями цен или затрат, например минимальным размером оплаты труда.

## Примеры
Предположим, каждый гвоздь на рынке стоит 10 копеек. Спрос снижается линейно: существует высокий спрос на бесплатные гвозди и нулевой спрос на гвозди по цене 1 рубль 10 копеек или выше. Цена 10 копеек за гвоздь представляет собой точку экономического равновесия на конкурентном рынке, при этом цена равна переменным издержкам на производство единицы товара.

### Монополия
Если рынок представляет собой совершенную конкуренцию, производители будут устанавливать цену в размере 10 копеек, а каждый покупатель, чья предельная выгода превышает 10 копеек, будет покупать гвоздь. Монополист на рынке обычно устанавливает такую цену, которая принесет ему наибольшую прибыль, несмотря на потери эффективности экономики в целом. Например, производитель-монополист берет 60 копеек за гвоздь, тем самым исключая всех покупателей с предельной выгодой менее 60 копеек. В таком случае чистые издержки монопольного ценообразования будут представлять собой экономическую выгоду, неполученную клиентами, чья предельная выгода находится в интервале от 10 до 60 копеек за гвоздь. Монополист изгнал этих покупателей с рынка, хотя выгода этих покупателей превышала истинную стоимость гвоздя.

### Субсидия
Чистые издержки также могут возникать в результате того, что потребители покупают больше товаров, чем они могли бы при экономическом равновесии на рынке. Например, если правительство предоставило субсидию в размере 3 копеек на каждый изготовленный гвоздь, рыночная цена каждого гвоздя снизится до 7 копеек, даже если производство по-прежнему стоит 10 копеек за гвоздь. Потребители с предельной выгодой от 7 до 10 копеек за гвоздь будут покупать их, даже несмотря на то, что их выгода меньше реальной стоимости производства в 10 копеек. Разница между затратами на производство и закупочной ценой создает для общества «чистые издержки».

### Налог
Налог имеет эффект, противоположный субсидии. В то время как субсидия побуждает потребителей покупать продукт, который в ином случае был бы для них слишком дорогим (цена снижается для искусственного увеличения спроса), налог снижает стремление потребителей к покупке (цена повышается для искусственного снижения спроса). Это избыточное налоговое бремя представляет собой потерю выгоды для потребителя. Типичным примером этого является так называемый налог на грех, взимаемый с товаров, которые считаются вредными для общества и отдельных личностей. Например, акцизы, взимаемые с алкоголя и табака, призваны искусственно снизить спрос на эти товары, так как цены на эти товары не соответствуют рыночным.

## Треугольник Харбергера

Чистые издержки — это треугольник, слева ограниченный правым краем серого поля налогового дохода, а справа — исходной кривой предложения и кривой спроса. Он называется треугольником Харбергера.

Треугольник Харбергера, который обычно приписывают Арнольду Харбергеру, показывает чистые издержки, вызванные вмешательством государства в совершенный рынок. К механизмам подобного вмешательства относят регулируемые цены, налоги, тарифы или квоты. Сюда также относятся чистые издержки, вызванным неспособностью правительства повлиять на внешние эффекты рынка.
В случае налогов, их размер создает разрыв между тем, что платят потребители, и тем, что получают производители, и размер этого разрыва эквивалентен чистым издержкам, вызванным налогом.

## Чистые издержки налогообложения
Когда налог взимается с покупателей, кривая спроса смещается вниз. Аналогичным образом, когда налог взимается с продавцов, кривая предложения сдвигается вверх.
Когда взимается налог, цена, уплачиваемая покупателем, увеличивается, а цена, полученная продавцом, уменьшается. Таким образом, покупатели и продавцы разделяют бремя налога независимо от того, как он взимается. Поскольку налог создает разрыв между ценой, которую платят покупатели, и ценой, которую получают продавцы, количество проданных товаров становится ниже уровня, который был бы без налога. Другими словами, налог на товар приводит к уменьшению размера рынка этого товара.
Это также влияет на доходы государства от налогообложения: поскольку некоторые продавцы и покупатели теперь отказались от сделки, правительство теряет любые налоговые поступления от этих сделок. Налоги приводят к чистым издержкам, потому что они не позволяют покупателям и продавцам получить часть прибыли от торговли.

### Факторы чистых издержек
Эластичность спроса и предложения определяют, насколько сильным будет влияние на величину чистых издержек.
Например, когда кривая предложения относительно неэластична, объём предложения лишь минимально реагирует на изменения цены. Однако, когда кривая предложения более эластична, объём предложения значительно реагирует на изменения цены. Другими словами, когда кривая спроса относительно неэластична, чистые издержки меньше по сравнению с более эластичной кривой спроса.